# Урановое горно-рудное управление
Урановое горно-рудное управление (УГРУ) — подразделение ППГХО (Приаргунского производственного горно-химического объединения). Это единственное в России горнодобывающее предприятие по добыче природного урана, являющееся преемником первого рудника.

## История

### Начало работы
К тому времени, как ГРП-324 закончило разведочные работы на Центральном участке Стрельцовской группы месторождений, был создан рудник № 1(это был сентябрь 1968 года). В конце 1968 года начата проходка подрядным способом вспомогательных стволов шахт 2 «К» и 1 «К», в 1969 году — главных вскрывающих стволов 8 «К» и 9 «К». Для развёртывания работ были нужны сотни специалистов различного профиля и квалифицированные рабочие. Со всех концов Советского Союза хлынул поток желающих принять участие в строительстве пока ещё неизвестного предприятия.
Уже в январе 1969 года был организован рудник № 3 на базе Тулукуйского месторождения для отработки его открытым способом. Возглавил его Ю.Н. Наумов, а главным инженером назначен А.А. Заярный. Успешному освоению открытых работ способствовали организация мотажа экскаваторов в сжатые сроки собственными силами, обучение и комплектование экипажей экскаваторщиков, буровиков, водителей автосамосвалов БелАЗ-540.

### Годы перестройки
В результате самоотверженного труда коллектива комбината в 1970 году была добыта первая промышленная руда, и, начиная с этого момента, темпы наращивания объёмов производства не ослабевали до середины 80-х годов. В 1986 году горные подразделения комбината достигли максимального уровня добычи руды и урана, производительность забойного рабочего превышала 5  м³/ч за смену.
С началом перестройки отношение к атомной энергетике резко изменилось, невостребованным стал и оружейный уран, и это напрямую отразилось на всех рудниках, так как госзаказ резко сократился, соответственно и финансирование, с вытекающими отсюда последствиями. Были законсервированы работающий рудник № 7 и строящиеся — № 6 и № 8. Произошло резкое сокращение численности — с 3700 человек до 2250. Причём потеряны были наиболее квалифицированные рабочие и ИТР. Добыча руды с 1607 тысяч тонн в 1968 году снизилась до 567 тысяч тонн — в 1995 году, то есть на 65 %. С приходом нового руководства объединения начала меняться ситуация в целом в горном производстве.

### Образование УГРУ
В сентябре 1997 года на базе первого рудоуправления образовано урановое горно-рудное управление (директор В. Б. Колесаев, главный инженер Ю. А. Безвербный). За период с 1997 по 2002 года коллектив УГРУ увеличил добычу урана по сравнению с 1995 годом на 88 % и достиг производительности забойного рабочего 5,05 м³/ч за смену.